# レイモンド・ウィルソン
レイモンド・N・ウィルソン（Raymond N. Wilson 1928年3月23日 - 2018年3月16日）は、イングランドの物理学者、望遠鏡の光学設計者。

## 概要
バーミンガム大学で物理学を学んで卒業した後、インペリアル・カレッジ・ロンドンで工学を学んだ。1952年に兵役を終えてから、光学関係の仕事を始めた。
ウィルソンは1972年から1993年まで、ヨーロッパ南天天文台 (ESO) に20年余り勤務し、当初はジュネーヴ、後にはドイツのガーヒング・バイ・ミュンヘンで働いた。また、これ以前に、ウィルソンはドイツ南部オーバーコッヘンのカール・ツァイス社で、望遠鏡の設計部門の一員として11年間働いていた。ウィルソンはまた、イギリスではインペリアル・カレッジやイギリス国立物理学研究所でも働いたことがある。
ウィルソンは、もっぱら望遠鏡光学技術の分野に貢献をしてきた。特に、ウィルソンは、今日では大規模な望遠鏡の建造に際して基本的な原理となっている「能動光学」概念を発展させた。能動光学という概念は、ESOの新技術望遠鏡 (New Technology Telescope) で最初に展開され、後にはESOの超大型望遠鏡 (VLT) に引き継がれた。
ウィルソンは、この分野における代表的な著作となった2巻からなる『Reflecting Telescope Optics』を著し、1993年に引退した。ウィルソンはまた、大規模望遠鏡の設計を拡張して、3から5枚の鏡を用いる次世代望遠鏡の設計も行なった。
業績に対して授与されたおもな賞には、カール・シュヴァルツシルト・メダル（1993年）、共同受賞したカヴリ賞（2010年）、Tycho Brahe Prize（2010年）などがある。 フランスからはレジオンドヌール勲章シュヴァリエ章を授与され（2003年）、フランス科学アカデミーからはラルマン賞　（Prix Lallemand：2005年）を受けた。
ウィルソンは、歴史、経済学、宇宙論、生物学にも関心をもっていた。
2018年3月16日にロアバッハにて死去。89歳没。